# Chutes-Montmorency (quartier)
Cet article concerne le quartier de la ville de Québec. Pour la chute elle-même, voir Chute Montmorency.
Les Chutes-Montmorency sont un des 35 quartiers de la ville de Québec, et un des cinq qui sont situés dans l'arrondissement de Beauport. Son nom provient des chutes Montmorency situées sur la rivière du même nom à la limite du quartier et de la ville de Boischatel.

## Histoire

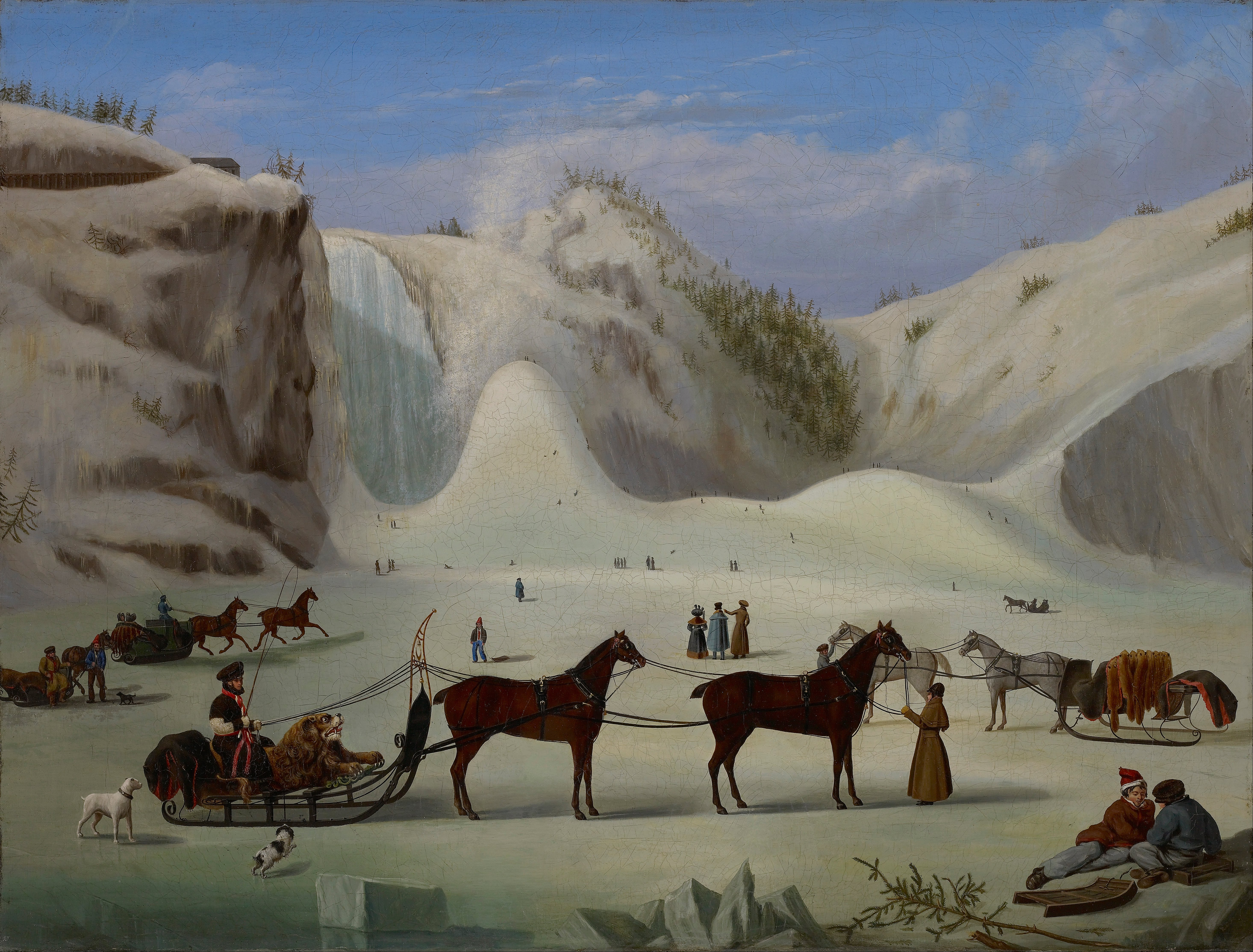
La chute Montmorency, vers 1845

Ce quartier a été créé en 2002 lors de l'annexion de la ville de Beauport à la ville de Québec. Les anciens villages (devenus districts de Beauport) de Courville, Montmorency et la majeure partie de Villeneuve sont regroupés pour former le nouveau quartier des Chutes-Montmorency. Courville et Villeneuve ont été annexés à l'ancienne ville de Beauport en 1976, Montmorency en 1981.

## Portrait du quartier

### Artères principales
- Autoroute Dufferin-Montmorency (autoroute 440)
- Autoroute de la Capitale (autoroute 40)
- Avenue Royale (route 360)
- Boulevard Sainte-Anne (route 138)
- Boulevard Louis-XIV (route 369)
- Boulevard des Chutes
- Pont de l'île d'Orléans

### Parcs, espaces verts et loisirs
- Parc de la Chute-Montmorency

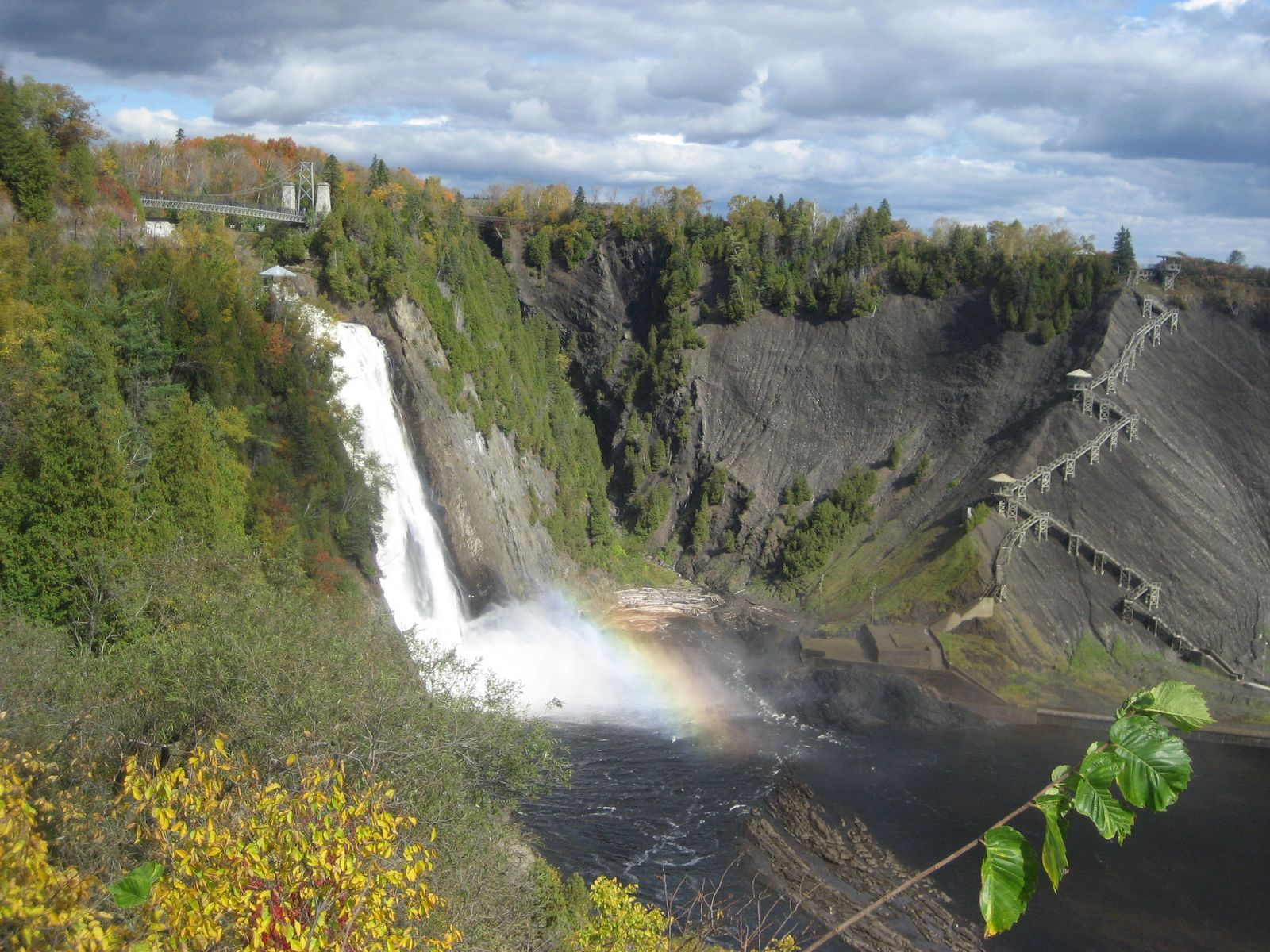
Parc de la Chute-Montmorency

- Club de golf Le Montmorency (18 trous), situé de part et d'autre de la rivière Montmorency.
- Centre communuataire des Chutes
- Centre de loisirs Ulric-Turcotte
- Aréna Gilles-Tremblay
- Parc Blancardin
- Parc Courcival
- Parc d'Ariel
- Parc de l'Échouerie
- Parc de Vimy
- Parc Jean-Mignault
- Parc Martin-Prévost
- Parc Roy
- Parc Vachon

### Édifices religieux
- Église Saint-Grégoire-de-Montmorency[2] (1898), fermée en 2011[3].
- Église Saint-Louis-de-Courville[4], édifiée d'après le modèle de la cathédrale Sainte-Marie-Majeure de Marseille. (1919, reconstruite dans les murs de l'église de 1913).
- Chapelle St. Mary[5], anglicane (1904, désaffectée). Située tout près du Manoir Montmorency, elle a été transformée en restaurant et pub en 2010.

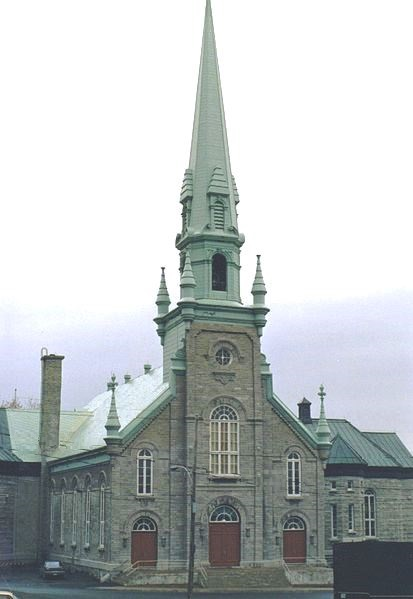
Église Saint-Grégoire-de-Montmorency
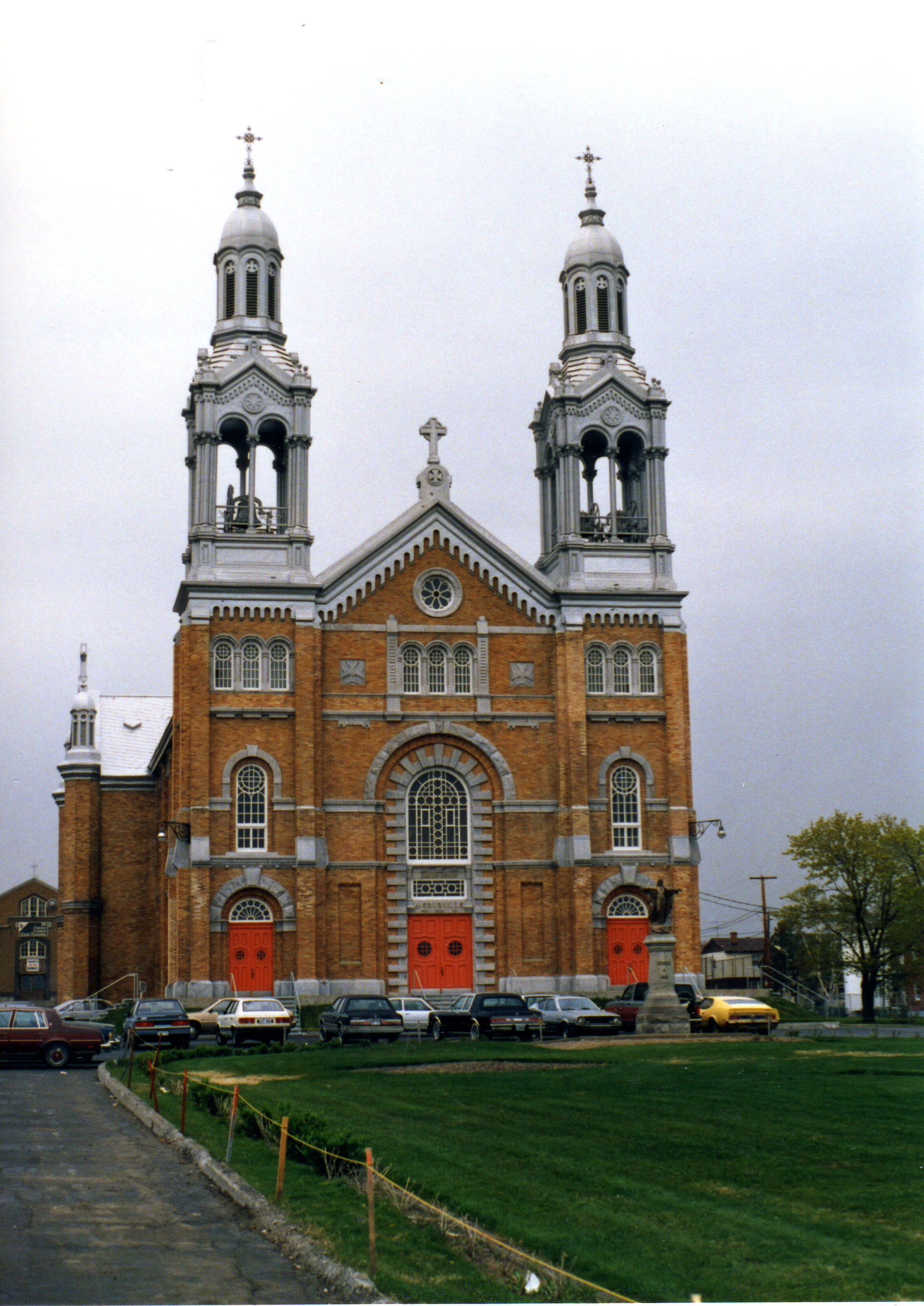
Église Saint-Louis-de-Courville

### Musées, théâtres et lieux d'expositions
- Théâtre de la Dame Blanche
- Centre d'interprétation de la chute Montmorency, au Manoir Montmorency
- Place des artistes
- Maison Tessier-dit-Laplante

### Commerces et entreprises
- Manoir Montmorency

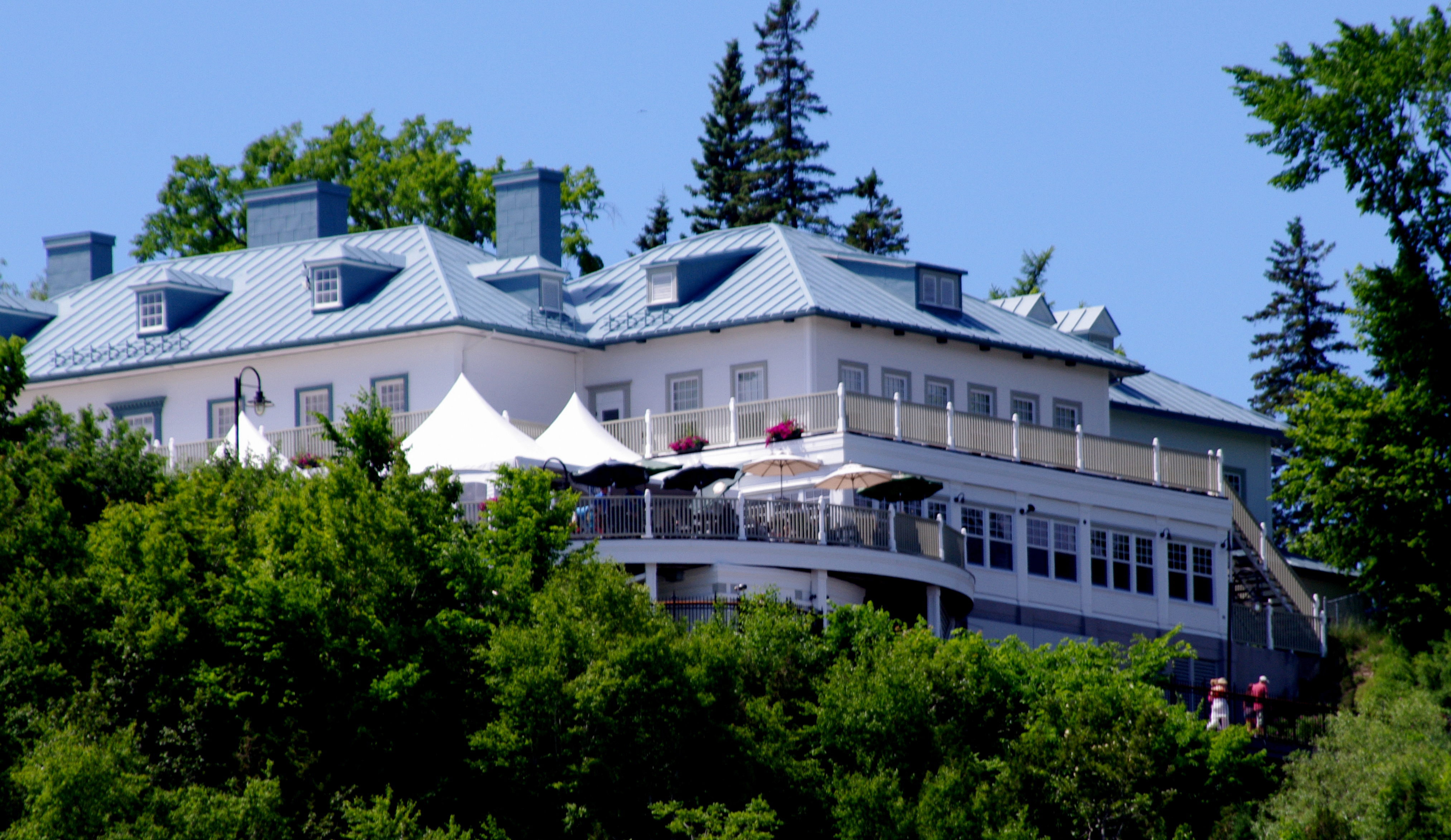
Le manoir Montmorency, au sommet des chutes Montmorency

- Une importante cimenterie (Ciments Saint-Laurent) se trouvait autrefois au pied de la falaise près du fleuve. Elle est fermée depuis plusieurs années et a été démolie en 2005.
- Une filature, la Dominion Textile, se trouvait au pied de la Chute Montmorency dont elle tirait son énergie électrique au moyen d'une centrale privée. Elle est maintenant fermée et démolie.

### Lieux d'enseignement
- Commission scolaire des Premières-Seigneuries:
  - École secondaire La Courvilloise
  - École primaire du Parc
  - École primaire Beausoleil
- Écoles privées

### Autres édifices notables
- Terminus la Cimenterie, pour les parcours d'autobus 50, 51 et 53, les Express 250, 251, 350 et 550 ainsi que le Métrobus 800.

## Démographie
Lors du recensement de 2016, le portrait démographique du quartier était le suivant :
- sa population représentait 19,9 % de celle de l'arrondissement et 3 % de celle de la ville.
- l'âge moyen était de 44,1 ans tandis que celui à l'échelle de la ville était de 43,2 ans.
- 55,3 % des habitants étaient propriétaires et 44,7 % locataires.
- Taux d'activité de 65,8 % et taux de chômage de 4,5 %.
- Revenu moyen brut des 15 ans et plus : 41 697 $.

| 1996   | 2001   | 2006   | 2011   | 2016   | 2021   |
| ------ | ------ | ------ | ------ | ------ | ------ |
| 14 820 | 14 580 | 14 440 | 15 055 | 16 090 | 16 170 |